# Le Quesnoy-en-Artois
Le Quesnoy-en-Artois (Aussprache [lə kenˈwa ɑ̃n‿aʁˈtwɑ]) ist eine französische Gemeinde mit 325 Einwohnern (Stand: 1. Januar 2022) im Département Pas-de-Calais in der Region Hauts-de-France (vor 2016 Nord-Pas-de-Calais). Sie gehört zum Arrondissement Montreuil und ist Mitglied im Gemeindeverband Communauté de communes des 7 Vallées. Die Einwohner werden Quercitains und Quercitaines genannt.
Nachbargemeinden von Le Quesnoy-en-Artois sind Brévillers im Nordwesten, Hesdin-la-Forêt im Norden, Saint-Georges im Nordosten, Guigny im Westen, Vacqueriette-Erquières im Osten, Regnauville im Südwesten sowie Chériennes im Süden.

## Bevölkerungsentwicklung
| Jahr      | 1962 | 1968 | 1975 | 1982 | 1990 | 1999 | 2007 | 2014 |
| Einwohner | 286  | 285  | 317  | 362  | 350  | 332  | 354  | 356  |

## Sehenswürdigkeiten

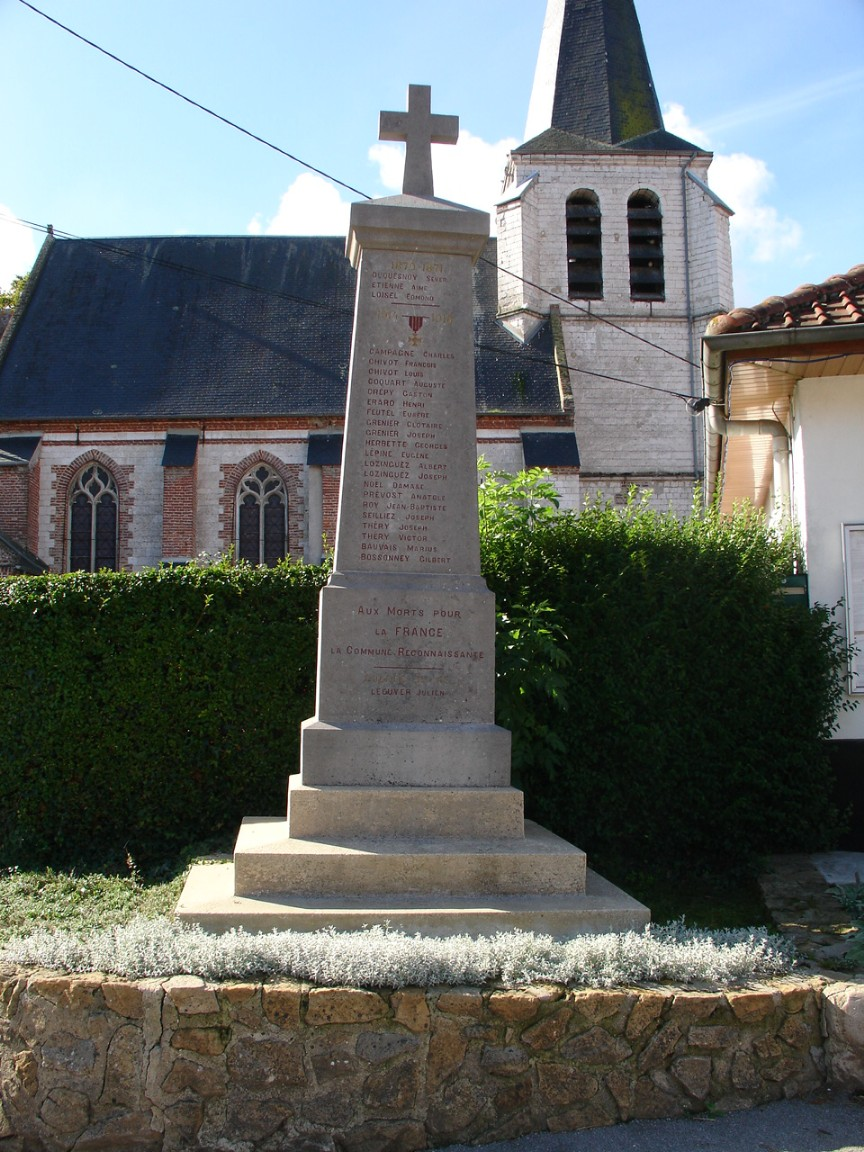
Kriegerdenkmal

- Kirche Saint-Vaast
- Kriegerdenkmal